# Verbena parodii
Verbena parodii — вид трав'янистих рослин родини Вербенові (Verbenaceae), ендемік Аргентини.

## Опис
Стебла залозисто-щетинисті. Листки черешкові, трикутні, перисті, сегменти ниткоподібні, біло-щетинисті. Суцвіття колосоподібне, густе, багатоквіткове. Віночок довжиною 10–16 мм.

## Поширення
Ендемік Аргентини. Зростає на трав'янистих місцевостях на висотах 200–3700 м.